# Shaun Dimech
Shaun Dimech (La Valletta, 8 agosto 2001) è un calciatore maltese, centrocampista del Birkirkara.

## Caratteristiche tecniche
È un trequartista.

## Carriera

### Club
Inizia a giocare a calcio nelle giovanili del Valletta. Esordisce in prima squadra il 3 dicembre 2016 – all'età di 15 anni, 5 mesi e 25 giorni – in Pembroke Athleta-Valletta (0-3), subentrando all'88' al posto di Michael Mifsud.
Il 9 luglio 2019 esordisce nelle competizioni europee in F91 Dudelange-Valletta (2-2), incontro preliminare valido per l'accesso alla fase a gironi di UEFA Champions League, subentrando al 62' al posto di Kevin Tulimieri.

### Nazionale
Ha giocato nelle nazionali giovanili maltesi Under-17, Under-19 ed Under-21.
Dopo aver giocato alcuni incontri con le selezioni giovanili, esordisce in nazionale il 7 ottobre 2020 in un'amichevole disputata allo Stadio di Ta' Qali contro il Gibilterra (vinta 2-0). Esce al 60', venendo sostituito da Myles Beerman. Mette a segno la sua prima rete in nazionale il 14 novembre 2020 contro l'Andorra.

## Statistiche

### Presenze e reti nei club
Statistiche aggiornate al 16 dicembre 2023.
| Stagione        | Squadra         | Campionato      | Campionato | Campionato | Coppe nazionali | Coppe nazionali | Coppe nazionali | Coppe continentali | Coppe continentali | Coppe continentali | Altre coppe | Altre coppe | Altre coppe | Totale | Totale | Totale |
| Stagione        | Squadra         | Comp            | Pres       | Reti       | Comp            | Pres            | Reti            | Comp               | Pres               | Reti               | Comp        | Pres        | Reti        | Pres   | Reti   |        |
| --------------- | --------------- | --------------- | ---------- | ---------- | --------------- | --------------- | --------------- | ------------------ | ------------------ | ------------------ | ----------- | ----------- | ----------- | ------ | ------ | ------ |
| 2016-2017       | Valletta        | PL              | 2          | 0          | CM              | 0               | 0               | UCL                | 0                  | 0                  | SM          | 0           | 0           | 2      | 0      |        |
| 2017-2018       | Valletta        | PL              | 0          | 0          | CM              | 0               | 0               | UEL                | 0                  | 0                  | -           | -           | -           | 0      | 0      |        |
| 2018-2019       | Valletta        | PL              | 1          | 0          | CM              | 4               | 0               | UCL+UEL            | 0                  | 0                  | SM          | 0           | 0           | 5      | 0      |        |
| 2019-2020       | Valletta        | PL              | 16         | 0          | CM              | 2               | 0               | UCL+UEL            | 4+2                | 0                  | SM          | 1           | 0           | 25     | 0      |        |
| 2020-2021       | Valletta        | PL              | 22         | 2          | CM              | 2               | 1               | UEL                | 1                  | 0                  | -           | -           | -           | 25     | 3      |        |
| 2021-2022       | Valletta        | PL              | 16+5       | 3          | CM              | 4               | 2               | -                  | -                  | -                  | -           | -           | -           | 25     | 5      |        |
| 2022-2023       | Valletta        | PL              | 24         | 5          | CM              | 2               | 1               | -                  | -                  | -                  | -           | -           | -           | 26     | 6      |        |
| 2023-2024       | Valletta        | PL              | 8          | 0          | CM              | 0               | 0               | -                  | -                  | -                  | -           | -           | -           | 8      | 0      |        |
| Totale carriera | Totale carriera | Totale carriera | 94         | 10         |                 | 14              | 4               |                    | 7                  | 0                  |             | 1           | 0           | 116    | 14     |        |

### Cronologia presenze e reti in nazionale
| Cronologia completa delle presenze e delle reti in nazionale ― Malta | Cronologia completa delle presenze e delle reti in nazionale ― Malta | Cronologia completa delle presenze e delle reti in nazionale ― Malta | Cronologia completa delle presenze e delle reti in nazionale ― Malta | Cronologia completa delle presenze e delle reti in nazionale ― Malta | Cronologia completa delle presenze e delle reti in nazionale ― Malta | Cronologia completa delle presenze e delle reti in nazionale ― Malta | Cronologia completa delle presenze e delle reti in nazionale ― Malta |
| Data                                                                 | Città                                                                | In casa                                                              | Risultato                                                            | Ospiti                                                               | Competizione                                                         | Reti                                                                 | Note                                                                 |
| -------------------------------------------------------------------- | -------------------------------------------------------------------- | -------------------------------------------------------------------- | -------------------------------------------------------------------- | -------------------------------------------------------------------- | -------------------------------------------------------------------- | -------------------------------------------------------------------- | -------------------------------------------------------------------- |
| 7-10-2020                                                            | Ta' Qali                                                             | Malta                                                                | 2 – 0                                                                | Gibilterra                                                           | Amichevole                                                           | -                                                                    | 60’                                                                  |
| 11-11-2020                                                           | Ta' Qali                                                             | Malta                                                                | 3 – 0                                                                | Liechtenstein                                                        | Amichevole                                                           | -                                                                    | 78’                                                                  |
| 14-11-2020                                                           | Ta' Qali                                                             | Malta                                                                | 3 – 1                                                                | Andorra                                                              | UEFA Nations League 2020-2021 - 1º turno                             | 1                                                                    | 89’                                                                  |
| 17-11-2020                                                           | Ta' Qali                                                             | Malta                                                                | 1 – 1                                                                | Fær Øer                                                              | UEFA Nations League 2020-2021 - 1º turno                             | -                                                                    | 84’                                                                  |
| 30-5-2021                                                            | Klagenfurt                                                           | Malta                                                                | 0 – 3                                                                | Irlanda del Nord                                                     | Amichevole                                                           | -                                                                    |                                                                      |
| 4-6-2021                                                             | Klagenfurt                                                           | Kosovo                                                               | 2 – 1                                                                | Malta                                                                | Amichevole                                                           | 1                                                                    | 64’                                                                  |
| 1-9-2021                                                             | Ta' Qali                                                             | Malta                                                                | 3 – 0                                                                | Cipro                                                                | Qual. Mondiali 2022                                                  | -                                                                    | 59’                                                                  |
| 4-9-2021                                                             | Lubiana                                                              | Slovenia                                                             | 1 – 0                                                                | Malta                                                                | Qual. Mondiali 2022                                                  | -                                                                    | 58’                                                                  |
| 7-9-2021                                                             | Mosca                                                                | Russia                                                               | 2 – 0                                                                | Malta                                                                | Qual. Mondiali 2022                                                  | -                                                                    | 75’                                                                  |
| 8-10-2021                                                            | Ta' Qali                                                             | Malta                                                                | 0 – 4                                                                | Slovenia                                                             | Qual. Mondiali 2022                                                  | -                                                                    | 57’                                                                  |
| 11-10-2021                                                           | Larnaca                                                              | Cipro                                                                | 2 – 2                                                                | Malta                                                                | Qual. Mondiali 2022                                                  | -                                                                    | 70’                                                                  |
| 11-11-2021                                                           | Ta' Qali                                                             | Malta                                                                | 1 – 7                                                                | Croazia                                                              | Qual. Mondiali 2022                                                  | -                                                                    | 68’                                                                  |
| 14-11-2021                                                           | Ta' Qali                                                             | Malta                                                                | 0 – 6                                                                | Slovacchia                                                           | Qual. Mondiali 2022                                                  | -                                                                    | 85’                                                                  |
| 23-9-2022                                                            | Tallinn                                                              | Estonia                                                              | 2 – 1                                                                | Malta                                                                | UEFA Nations League 2022-2023 - 1º turno                             | -                                                                    | 72’                                                                  |
| 27-9-2022                                                            | Ta' Qali                                                             | Malta                                                                | 2 – 1                                                                | Israele                                                              | Amichevole                                                           | -                                                                    | 71’                                                                  |
| 17-11-2022                                                           | Ta' Qali                                                             | Malta                                                                | 2 – 2                                                                | Grecia                                                               | Amichevole                                                           | -                                                                    | 80’                                                                  |
| 23-3-2023                                                            | Skopje                                                               | Macedonia del Nord                                                   | 2 – 1                                                                | Malta                                                                | Qual. Euro 2024                                                      | -                                                                    | 67’                                                                  |
| 26-3-2023                                                            | Ta' Qali                                                             | Malta                                                                | 0 – 2                                                                | Italia                                                               | Qual. Euro 2024                                                      | -                                                                    | 76’                                                                  |
| 19-6-2023                                                            | Trnava                                                               | Ucraina                                                              | 1 – 0                                                                | Malta                                                                | Qual. Euro 2024                                                      | -                                                                    | 62’                                                                  |
| Totale                                                               |                                                                      | Presenze                                                             | 19                                                                   |                                                                      | Reti                                                                 | 2                                                                    |                                                                      |

## Palmarès

### Club

#### Competizioni nazionali
- Campionato maltese: 2

Valletta: 2017-2018, 2018-2019
- Coppa di Malta: 1

Valletta: 2017-2018
- Supercoppa di Malta: 1

Valletta: 2019